# Ipostilo

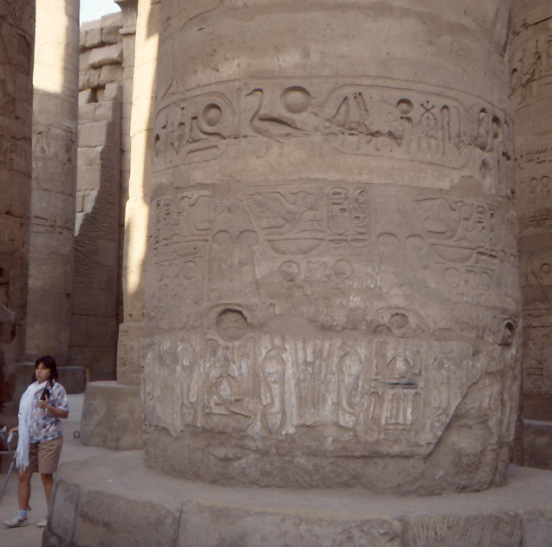
Colonna del Tempio di Karnak

Si chiama ipostilo uno spazio chiuso in cui il tetto è sostenuto da colonne. Il termine sala ipostila viene dal greco hypóstȳlos cioè "sotto le colonne" (hypó significa 'sotto' e stŷlos significa 'colonna') ma si applica a costruzioni di diverse civiltà.
Un esempio di sala ipostila si trova nel tempio Eleusinion sito sull'acropoli di Atene.

## Antico Egitto
Gli esempi più noti si trovano nei templi egiziani del Nuovo Regno realizzati dalla dinastia tolemaica. In essi, la sala ipostila costituiva il pronao, ovvero la parte del tempio che precedeva il santuario propriamente detto. Il numero delle colonne variava in funzione delle dimensioni dell'edificio e del diametro e il loro stile non era uniforme.
La più conosciuta è la sala ipostila del Grande tempio di Amon a Karnak ed è realizzata su un piano basilicale con una navata centrale sostenuta da alte colonne con capitelli papiriformi aperti, che consentono il passaggio della luce del sole a mezzo di apposite aperture laterali, e delle navate esterne, più basse e a capitelli chiusi, rimanenti perpetuamente in ombra.
Questo piano basilicale fu una delle maggiori innovazioni architettoniche della XIX dinastia egizia, realizzata per tradurre nelle forme il simbolismo della creazione. Così la sala rappresentava la palude primordiale, il Nun dal quale emerge una foresta, di papiro o di loto stilizzato, dalle colonne che sono allo stato vegetativo nelle parti oscure della sala e sbocciate nel viale centrale inondato della luce divina. Un grande programma di ampliamento dei santuari dell'Egitto fu intrapreso dalle dinastie XIX e XX dei Ramses. Si citano per questo periodo, fausto per l'architettura monumentale, oltre alla sala ipostila di Karnak i seguenti monumenti: 
- Sala ipostila del Ramesseum

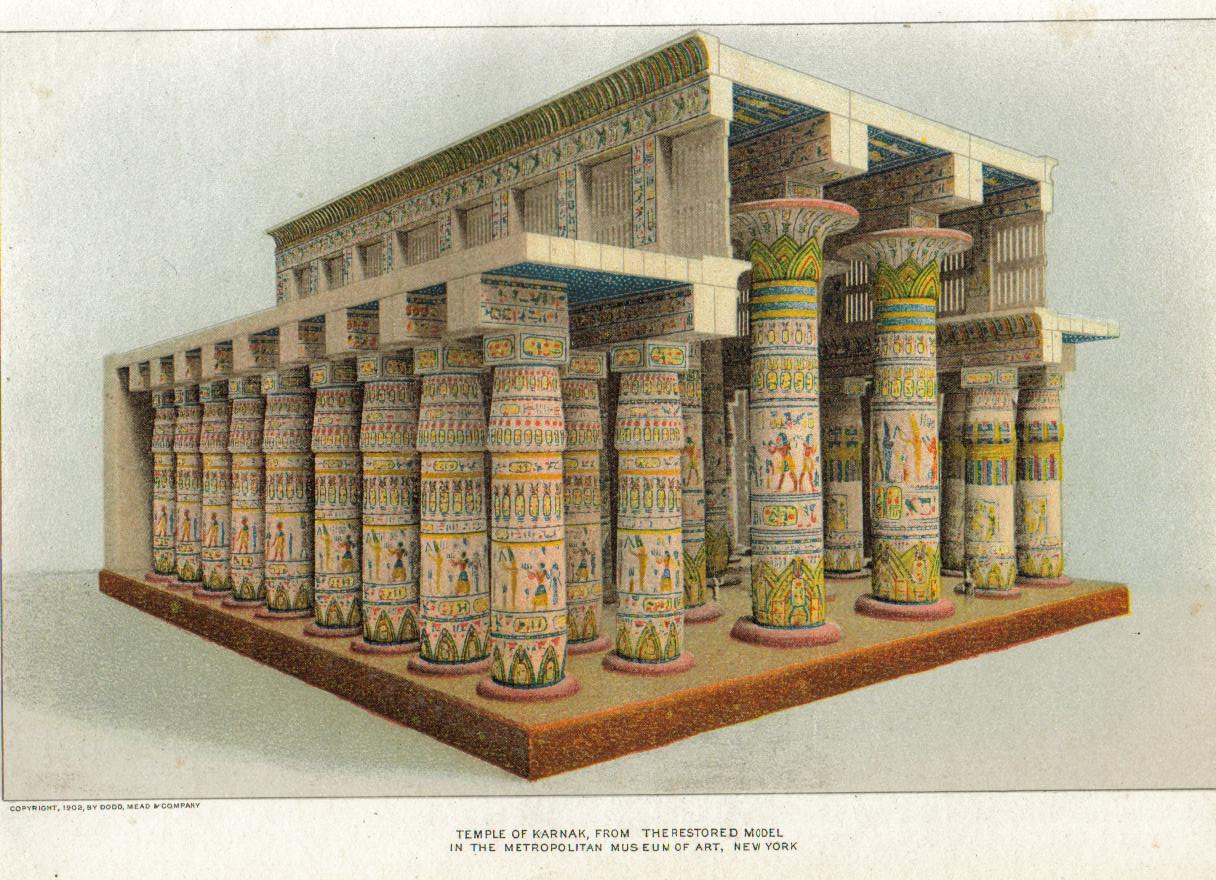
Modello di sala ipostila su piano basilicale

- Sala ipostila del tempio di Khonsu a Karnak
- Sala ipostila del Medinet Habu
- Sala ipostila del tempio di Thot a Ermopoli
- Sala ipostila del Tempio di Ptah a Menfi
- Sala ipostila del tempio di Bastet a Bubasti

Se è vero che il piano basilicale venne abbandonato a decorrere dall'architettura del periodo tardo, questo elemento architettonico diventerà sistematico nel programma edile dei templi fino a diventare quasi standardizzato negli edifici tolemaici e romani. Fra gli altri esempi si citano le sale ipostile dei seguenti templi:
- Il tempio di Hathor di Dendera
- Il tempio di Khnum di Esna
- Il tempio di Horus di Edfu
- Il tempio di Sobek e di Horo a Kôm Ombo